# Pazzi

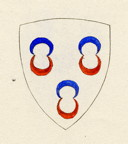
Arma antica dei Pazzi (D'argento, a tre paja di anelletti. 2 e 1, ciascun pajo composto di un anelletto d'azzurro c di uno di rosso intrecciati l'uno sull'altro, l'anelletto superiore d'azzurro, e l'inferiore di rosso.)

I Pazzi sono un'antica e nobile famiglia italiana, un tempo tra le più ricche e potenti della città di Firenze, nella quale esercitarono un ruolo di centrale importanza durante la sua storia. Ricoprirono nei secoli varie cariche civili, militari, religiose e furono per un periodo anche i banchieri del papa.
Originari di Fiesole, la loro storia affonda le proprie radici nella leggenda. Infatti, la gloria di famiglia viene fatta risalire al mitico Pazzo di Ranieri, un cavaliere che per popolare tradizione partecipò alla Prima Crociata (1096–1099) e fu il primo a scalare le mura di Gerusalemme. Di ritorno da questa gloriosa esperienza, costui portò in patria tre pietre provenienti dal Santo Sepolcro e che sono parte di una tradizionale festività nota come "Scoppio del Carro", organizzata ancora nel ventunesimo secolo.
Tuttavia la loro fama, o meglio infamia, è certamente e principalmente legata alla fallimentare congiura (1478) organizzata da alcuni membri della famiglia contro quella dei Medici, a quel tempo veri padroni della Repubblica di Firenze. La congiura mirava ad eliminare i due signori Lorenzo e Giuliano de' Medici e arrestare in tal modo l'egemonia medicea, ma, con l'assassinio di Giuliano e il fortuito salvataggio di Lorenzo nell'attentato ordito durante la messa in Santa Maria del Fiore, il popolo invece di appoggiare i congiurati, come da loro sperato, si ribellò ferocemente ad essi e ben presto tutti furono condannati a morte. Ma la malasorte toccata ai congiurati di Casa Pazzi non si limitò solo ad essi e fu invece estesa all'intera famiglia, che dovette subire arresti, esili e confische di beni. Il declino dei Pazzi era ormai segnato, mentre il potere dei Medici si consolidò. Solo dal 1494 i Pazzi superstiti ed estranei alla congiura poterono rientrare in città e riconquistare un certo lustro, un potere che tuttavia non fu mai tale come nei tempi antecedenti alla congiura.
Da un punto di vista artistico-culturale, la loro fama è legata alla celebre Cappella Pazzi, luogo di sepoltura di famiglia e uno dei capolavori dell'architettura rinascimentale, realizzata su progetto di Filippo Brunelleschi e decorata, tra gli altri, da Luca della Robbia. Un altro edificio appartenente alla famiglia e di un certo interesse è anche il quattrocentesco Palazzo Pazzi.
Per tradizione, i Pazzi di Firenze furono da sempre Guelfi e non vanno perciò confusi con un'altra famiglia omonima, i cui membri furono invece Ghibellini e noti come "Pazzi di Valdarno".

## Storia

### L'ascesa sociale
Ranieri de' Pazzi viene generalmente indicato come l'antenato che da Fiesole si trasferì a Firenze verso l'XI secolo. Il primo personaggio di rilievo è il leggendario Pazzino de' Pazzi, cavaliere crociato che, grazie alla sua prodezza nell'assedio di Gerusalemme durante la prima crociata ottenne le tre schegge del Santo Sepolcro che ancora sono usate per far scaturire la scintilla che accende la fiamma usata per la festa dello scoppio del carro.
I Pazzi crebbero in fortuna e prestigio come altre famiglie fiorentine, dedicandosi al commercio e alla finanza, con una notevole bravura che permise loro di arricchirsi alquanto. Politicamente guelfi, tra i loro componenti si distinse anticamente Jacopo detto del Vecco o del Neca che partecipò alla Battaglia di Montaperti venendo ucciso negli scontri. La generazione successiva abbracciò la causa dei guelfi neri, alleandosi ai Donati. Il figlio di Jacopo, Pazzino, fu pure un uomo d'armi e andò al seguito di Carlo di Valois dopo che questi lasciò Firenze. Esisteva anche un'importante famiglia feudale omonima nel Valdarno, ma ghibellina e spesso in lotta con la Repubblica fiorentina, coi quali i Pazzi di Firenze non vollero mai stabilire (o ricercare) legami di parentela.
Nella Commedia dantesca è rammentato un traditore Carlino de' Pazzi, citato infatti da Dante nel nono cerchio dell'Inferno, quello dei traditori della patria. Nello stesso canto è citato anche Camicione de' Pazzi, ma egli appartenne all'importante famiglia feudale dei Pazzi del Valdarno (come anche il "ladrone" Rinieri de' Pazzi, in Inf XII 137).
Nel 1429 Andrea de' Pazzi commissionò a Filippo Brunelleschi una cappella nel complesso di Santa Croce: completata verso il 1450 è una delle più armoniose e celebri realizzazioni del primo Rinascimento, la Cappella dei Pazzi.

### Il crollo: la Congiura dei Pazzi
In questo periodo la famiglia dei Pazzi raggiunse l'apogeo del prestigio. Erano imparentati con le più nobili e ricche famiglie fiorentine (compresi i Medici, dal matrimonio del 1469 tra Guglielmo de' Pazzi e Bianca de' Medici, sorella di Lorenzo); possedevano un lussuoso palazzo in città, progettato da Giuliano da Maiano, e la Villa La Loggia sulla via Bolognese, comprata dalla famiglia Latini; avevano un banco tra i più floridi della città, che dopo l'elezione di papa Sisto IV (1471) aveva ottenuto il governo delle finanze pontificie esautorando i Medici, che avevano tenuto questo incarico per quasi un secolo.
Sebbene i Pazzi sostenessero che questo cambio di preferenza era dovuto solo ai loro meriti commerciali, non a scorrettezze, questo fu il primo degli attriti tra le due famiglie.
In seguito ci fu la questione dell'eredità del suocero di Giovanni de' Pazzi: Lorenzo de' Medici, tramite la magistratura che, come signore di fatto della città, controllava con giudici fidati, fece promulgare una legge che impedì che l'eredità andasse a Giovanni, facendo sì che quella grande somma di denaro non andasse a incrementare le risorse dei Pazzi, che ormai temeva come suoi maggiori rivali. Inoltre li teneva lontani dalle cariche politiche, non ritenendoli uomini di sua fiducia.
I Pazzi, soprattutto alcuni fra loro come Jacopo e Francesco de' Pazzi si sentirono sempre più minacciati dal Magnifico e dalla sua famiglia, tanto da maturare l'idea di eliminare fisicamente quelli che loro ed altri a Firenze vedevano come pericolosi tiranni.
Ai Pazzi, che per il successo della congiura sapevano di dover eliminare contemporaneamente i due fratelli Medici (Lorenzo e Giuliano), si unirono presto altri congiurati, tra i quali lo stesso papa Sisto IV, che vedeva in Firenze una terra dove far mettere le mani ai suoi nipoti, e Francesco Salviati, arcivescovo di Pisa, in lotta contro i Medici per non aver ottenuto la più prestigiosa cattedra fiorentina, e famiglie come i Gherardini, capitanate in Toscana da Pelliccia, da tempo esiliate ed interessate a riprendere il potere a Firenze. In realtà non è chiaro dove e da chi nacque l'idea della congiura vera e propria, forse a Roma piuttosto che a Firenze, essendoci implicato un personaggio tanto importante come il Papa stesso.
In ogni caso l'errore più grave dei congiurati fu quello di aver completamente frainteso il ruolo che il popolo fiorentino avrebbe avuto: all'atto della congiura, il 26 aprile 1478, quando Giuliano moriva in una pozza di sangue in Santa Maria del Fiore e Lorenzo era vivo ma ferito, quando gli uomini guidati da Jacopo de' Pazzi arrivarono in piazza della Signoria gridando "Libertà!" i fiorentini, invece di esultare, si rivoltarono contro di lui e i suoi uomini, in un incontenibile movimento popolare che dal Duomo a tutta la città si accanì contro i congiurati, che nel giro di una giornata pendevano impiccati alle finestre di Palazzo Vecchio.
Tutti i fratelli Pazzi vennero imprigionati a vita a Volterra, mentre il più sfortunato fu Renato de' Pazzi, che sebbene contrario alla congiura, tentò di mettersi in salvo dalla folla inferocita, ma fu catturato e impiccato.
Lorenzo fu molto severo: proibì a chiunque di sposarsi con un familiare dei Pazzi (norma che comunque venne abolita dopo pochi anni) e fece cancellare da tutta la città il nome e i simboli dei Pazzi.

### La rinascita
La risposta di Lorenzo fu dura: non fece niente per fermare il popolo che faceva giustizia sommaria dei responsabili, mentre poco tempo dopo tutta la famiglia dei Pazzi veniva imprigionata o esiliata. Solo dopo la morte di Lorenzo, a partire dal 1494 si permise a coloro che erano stati estranei alla congiura di rientrare in città, riprendere le loro antiche proprietà, compreso il Palazzo Pazzi e riaccedere alle cariche politiche. Si distinsero in quel periodo il cognato di Lorenzo, Guglielmo dei Pazzi, valido uomo politico ed ambasciatore, e suo figlio Cosimo, arcivescovo di Firenze dal 1508 al 1513, mentre Raffaele de' Pazzi fu un famoso capitano di ventura al servizio di papa Giulio II.
In seguito la famiglia non arrivò mai alla ricchezza e al prestigio di prima della congiura, ma si allineò comunque alle altre grandi famiglie patrizie cittadine: rispettose del potere mediceo e impegnate nei propri affari, ormai sempre più mirati ai possedimenti terrieri dopo la generale crisi dei commerci e delle manifatture dalla fine del Cinquecento. Numerosi furono i cavalieri dell'Ordine di Santo Stefano, gli uomini politici, gli uomini d'arme e di chiesa (soprattutto monaci e monache, due vescovi di Sarno, nessun cardinale).
Sul finire del XVI secolo un nuovo motivo di grande vanto fu la vita di Maria Maddalena de' Pazzi, mistica carmelitana famosa per le sue meditazioni teologiche sulla Scrittura, santificata poco dopo la morte: una delle sante che più profondamente influenzò la sensibilità religiosa della Firenze del Seicento, annoverata tra i più importanti santi cittadini.

## Genealogia
Fonti:
|                                                          |                                                          |                                       |                                           |                                                           |                                                           |                                                     |                                                  |                                                  |                                               |                                        |                                                               |                                                               |                                          |                                          |
|                                                          |                                                          |                                       |                                           |                                                           |                                                           | Linea originaria                                    |                                                  |                                                  |                                               |                                        |                                                               |                                                               |                                          |                                          |
|                                                          |                                                          |                                       |                                           |                                                           |                                                           |                                                     |                                                  |                                                  |                                               |                                        |                                                               |                                                               |                                          |                                          |
|                                                          |                                                          |                                       |                                           |                                                           |                                                           |                                                     |                                                  |                                                  |                                               |                                        |                                                               |                                                               |                                          |                                          |
|                                                          | Ramo di Schiatta di Pazzo                                | Ramo di Schiatta di Pazzo             |                                           |                                                           |                                                           | Ramo di Uguccione di Pazzo                          | Ramo di Uguccione di Pazzo                       |                                                  |                                               |                                        | Ramo di Uguccione di Ranieri di Pazzo                         | Ramo di Uguccione di Ranieri di Pazzo                         |                                          |                                          |
|                                                          |                                                          |                                       |                                           |                                                           |                                                           |                                                     |                                                  |                                                  |                                               |                                        |                                                               |                                                               |                                          |                                          |
|                                                          |                                                          |                                       |                                           |                                                           |                                                           |                                                     |                                                  |                                                  |                                               |                                        |                                                               |                                                               |                                          |                                          |
| Ramo di Guidotto di Schiatta [Pazzi di Fano] (est. 1669) | Ramo di Guidotto di Schiatta [Pazzi di Fano] (est. 1669) | Ramo di Andrea di Guglielmo           | Ramo di Andrea di Guglielmo               |                                                           | Ramo di Accorri di Aldobrandino di Uguccione (est.)       | Ramo di Accorri di Aldobrandino di Uguccione (est.) | Ramo di Pazzino di Jacopo di Aldobrandino        | Ramo di Pazzino di Jacopo di Aldobrandino        | Ramo di Cherico il Vecchio (est. 1609)        | Ramo di Cherico il Vecchio (est. 1609) | Ramo di Pazzo di Uguccione                                    | Ramo di Pazzo di Uguccione                                    | Ramo di Littifredi di Uguccione (est. ?) | Ramo di Littifredi di Uguccione (est. ?) |
|                                                          |                                                          |                                       |                                           |                                                           |                                                           |                                                     |                                                  |                                                  |                                               |                                        |                                                               |                                                               |                                          |                                          |
|                                                          |                                                          |                                       |                                           |                                                           |                                                           |                                                     |                                                  |                                                  |                                               |                                        |                                                               |                                                               |                                          |                                          |
|                                                          | Ramo di Piero di Andrea (est. 1693)                      | Ramo di Piero di Andrea (est. 1693)   | Ramo di Guglielmo di Antonio di Andrea    | Ramo di Guglielmo di Antonio di Andrea                    |                                                           | Ramo di Cherico di Pazzino di Jacopo                | Ramo di Cherico di Pazzino di Jacopo             | Ramo di Francesco di Pazzino di Jacopo (est.)    | Ramo di Francesco di Pazzino di Jacopo (est.) |                                        | Ramo di Ghinozzo di Uguccione di Carlone di Pazzo (est. 1700) | Ramo di Ghinozzo di Uguccione di Carlone di Pazzo (est. 1700) |                                          |                                          |
|                                                          |                                                          |                                       |                                           |                                                           |                                                           |                                                     |                                                  |                                                  |                                               |                                        |                                                               |                                                               |                                          |                                          |
|                                                          |                                                          |                                       |                                           |                                                           |                                                           |                                                     |                                                  |                                                  |                                               |                                        |                                                               |                                                               |                                          |                                          |
|                                                          |                                                          |                                       | Ramo di Cosimo di Alessandro di Guglielmo | Ramo di Cosimo di Alessandro di Guglielmo                 | Ramo di Antonio di Geri di Leopoldo (est. 1605)           | Ramo di Antonio di Geri di Leopoldo (est. 1605)     | Ramo di Leopoldo di Geri di Leopoldo (est. 1743) | Ramo di Leopoldo di Geri di Leopoldo (est. 1743) |                                               |                                        |                                                               |                                                               |                                          |                                          |
|                                                          |                                                          |                                       |                                           |                                                           |                                                           |                                                     |                                                  |                                                  |                                               |                                        |                                                               |                                                               |                                          |                                          |
|                                                          |                                                          |                                       |                                           |                                                           |                                                           |                                                     |                                                  |                                                  |                                               |                                        |                                                               |                                                               |                                          |                                          |
|                                                          |                                                          | Ramo di Lorenzo di Cosimo (est. 1700) | Ramo di Lorenzo di Cosimo (est. 1700)     | Ramo di Francesco di Cosimo ⬤ esistente (dal XVII secolo) | Ramo di Francesco di Cosimo ⬤ esistente (dal XVII secolo) |                                                     |                                                  |                                                  |                                               |                                        |                                                               |                                                               |                                          |                                          |

## Titoli e incarichi
Qui di seguito sono elencati i vari titoli e incarichi di tipo civile, politico, nobiliare, che sono stati portati almeno una volta nella storia da almeno un membro della casa Pazzi. Fonte:

### Signori
- Signore di Civitella di Romagna

### Podestà
- Podestà di Barbialla
- Podestà di Barga
- Podestà di Borgo San Lorenzo
- Podestà di Buggiano
- Podestà di Campi
- Podestà di Carmignano
- Podestà di Cascina
- Podestà di Castelfiorentino
- Podestà di Castelfranco
- Podestà di Certaldo
- Podestà di Civitella
- Podestà di Colle, Empoli
- Podestà di Fiesole
- Podestà di Figline
- Podestà di Foligno
- Podestà di Fucecchio
- Podestà di Galluzzo
- Podestà di Greve
- Podestà di Impruneta
- Podestà di Laterina
- Podestà di Larciano
- Podestà di Massa
- Podestà di Mangona
- Podestà di Modigliana
- Podestà della Montagna Fiorentina
- Podestà di Montale
- Podestà di Montecatini
- Podestà di Montemignaio
- Podestà di Montelupo
- Podestà di Monte San Savino
- Podestà di Montevarchi
- Podestà di Montopoli
- Podestà di Palaia
- Podestà di Pescia
- Podestà di Poggibonsi
- Podestà di Pontedera
- Podestà di Pontorme
- Podestà di Portico
- Podestà di Prato
- Podestà di Radda e del Chianti
- Podestà di Raggiolo
- Podestà di Ripafratta
- Podestà di San Donato
- Podestà di San Gimignano
- Podestà di Santa Croce
- Podestà di Santa Maria
- Podestà di Signa
- Podestà di Terranuova
- Podestà di Uzzano
- Podestà di Vicchio
- Podestà di Vinci

### Castellani
- Castellano di Barga
- Castellano di Bibbiena
- Castellano di Castelfiorentino
- Castellano di Cennina
- Castellano di Cerreto Guidi
- Castellano di Civitella
- Castellano di Fucecchio
- Castellano di Galatrona
- Castellano di Lanciolina
- Castellano di Mangona
- Castellano di Montemurlo
- Castellano di Montegemoli
- Castellano di Monte Tignoso
- Castellano di Montevettolini
- Castellano di Montopoli
- Castellano di Ostina
- Castellano di Roccabruna
- Castellano di San Niccolò
- Castellano di Santa Maria
- Castellano di Scarperia
- Castellano di Serravalle
- Castellano di Socine
- Castellano di Tizzana
- Castellano di Uzzano
- Castellano di Valmaggiore

### Capitani del Popolo
- Capitano del Popolo di Colle
- Capitano del Popolo di Orvieto
- Capitano del Popolo di Pistoia
- Capitano del Popolo di San Miniato

### Capitani
- Capitano di Anghiari
- Capitano di Campiglia
- Capitano di Fivizzano
- Capitano di Pietrasanta
- Capitano di Pistoia
- Capitano di Prato
- Capitano di Sansepolcro
- Capitano di Todi
- Capitano di Valdelsa
- Capitano di Volterra

### Vicari
- Vicario regio di Prato
- Vicario di Anghiari
- Vicario di Firenzuola
- Vicario del Casentino
- Vicario di Lari e delle Colline Pisane
- Vicario del Mugello
- Vicario di Pescia e della Valdinievole
- Vicario della Pieve di Santo Stefano[non chiaro]
- Vicario di Poppi
- Vicario di San Giovanni
- Vicario di San Miniato e della Val d'Arno di Sotto
- Vicario di Scarperia
- Vicario di tutta la Val d'Arno Superiore
- Vicario della Val di Chiana
- Vicario di Vicopisano
- Vicario di Volterra

### Commissari
- Commissario di Arezzo
- Commissario di Bagno
- Commissario di Cortona
- Commissario di Casentino
- Commissario di Forlì
- Commissario di Livorno
- Commissario di Montepulciano
- Commissario di Pisa
- Commissario di Pistoia
- Commissario di Val di Cecina
- Commissario di Val di Chiana
- Commissario di Val di Sieve
- Commissario di Volterra

### Gonfalonieri di Giustizia
- Gonfaloniere di Giustizia della Repubblica di Firenze

### Magistrati ed altri
- Magistrato dei Priori
  - Priore delle Arti
  - Priore della Libertà
- Magistrato degli VIII di Guardia e Balia
- Consigliere del Comune
- Consigliere della Signoria
- Camerlengo della Camera del Comune
- Magistrato dei XVI Gonfalonieri di Compagnia
- Magistrato dei X di Balia
- Magistrato dei X di Libertà e Pace
- Magistrato dei X di Mare
- Magistrato dei X di Guerra
- Console della Zecca
- Ufficiale della Grascia
- Ufficiale di Condotta
- Ufficiale di Camera
- Ufficiale di Torre
- Ufficiale del Monte
- Ufficiale delle Stinche
- Ufficiale dei Regolatori delle Gabelle
- Ufficiale delle Gabelle dei Contratti
- Ufficiale della Gabella del Vino
- Barone dell'Impero Francese
- Conte
- Senatore

## Onorificenze
Qui di seguito sono elencate le varie onorificenze conferite ai vari membri di casa Pazzi. Fonte:

## Palazzi e altri edifici
| Immagine          | Nome                                                          | Costruzione | Restauri/modifiche | Curiosità | Località            | N.             |                |
| Edifici civili    | Edifici civili                                                | Edifici civili | Edifici civili | Edifici civili | Edifici civili      | Edifici civili | Edifici civili |
| Toscana           | Toscana                                                       | Toscana | Toscana | Toscana | Toscana             | Toscana        | Toscana        |
| ----------------- | ------------------------------------------------------------- | --- | --- | --- | ------------------- | -------------- | -------------- |
|                   | Palazzo Pazzi (anche detto Palazzo della Congiura)            | Tra il 1458 ed il 1469, probabilmente dall'architetto Giuliano da Maiano e forse su progetto di Filippo Brunelleschi. | Fu restaurato dopo il 1913 dall'architetto Adolfo Coppedè. Un altro importante restauro avvenne nel dopoguerra e venne ripristinato l'aspetto quattrocentesco del complesso. Un ulteriore restauro si è concluso nel 2010. | Voluto da Jacopo de' Pazzi, dopo la celebre congiura passò di mano in mano a varie famiglie, per poi divenire sede di un istituto religioso di Coburgo, sede della loggia massonica del Grande Oriente d'Italia e anche sede dell’Ambasciata Prussiana, fino a diventare sede dell'INPS fiorentina. | Firenze, Italia     |                |                |
|                   | Palazzo Pazzi (anche detto Palazzo dell'Accademia Colombaria) | Il palazzo è la fusione di case preesistenti almeno dal XV secolo, riunite da un membro di Casa Pazzi nel XVI secolo, periodo al quale risale la facciata, attribuita a un progetto dello scultore e architetto Bartolomeo Ammannati. | Fu restaurato almeno nel XVI secolo, periodo in cui fu riacquistato da un membro di Casa Pazzi e al quale appartiene la facciata.                                                                                          | Le case, già di proprietà di Michelangelo da Lutiano, furono acquistate nel 1476 da Guglielmo e Giovanni de' Pazzi, ma, dopo la congiura, esse furono confiscate. Nel Cinquecento, un altro membro dei Pazzi le ricomprò. Nel Settecento fu sede dell'Accademia Colombaria.                         | Firenze, Italia     |                |                |
|                   | Palazzo Pazzi (anche detto Palazzo alla Volta dei Ciechi)     | L'edificio sorse su preesistenze trecentesche. | | Sul retro si trova la piazzatta chiamata "piazza dei Pazzi", un'antica corte interna sulle proprietà della famiglia, tra i quali quella che è una porzione di palazzo Valori. | Firenze, Italia     |                |                |
|                   | Villa La Loggia                                               | Fu costruita dalla famiglia Pazzi nel XV secolo, su un'antica casa di campagna appartenuta a Brunetto Latini, il maestro di Dante Alighieri. L'architetto, forse, fu Giuliano da Maiano. | Restauri e modifiche furono effettuati fino al XX secolo. | Confiscata alla famiglia Pazzi dopo la celebre congiura, passò di mano in mano a vari personaggi e famiglie, fino a venir acquistata a fine Ottocento dal conte David Costantini: i suoi nipoti, Andrea e Chiara, la posseggono ancora nel ventunesimo secolo. È sede della società Giunti Editore. | Firenze, Italia     |                |                |
|                   | Castello del Trebbio                                          | Tra il XII e il XIV secolo i Pazzi acquisirono il controllo o la proprietà di tutti i terreni circostanti e fecero del Trebbio di Santa Brigida la loro roccaforte principale nel cuore del contado. Nel 1478, dopo la congiura dei Pazzi contro i Medici, il castello fu confiscato da Lorenzo de' Medici, ma tornò più tardi ai Pazzi che lo tennero fino al secolo XVIII. | | Conteneva nella cappella la Madonna di casa Pazzi di Andrea del Castagno, opera poi giunta agli Uffizi tramite la donazione della collezione Contini Bonacossi | Pontassieve, Italia |                |                |
|                   | Villa Pazzi al Parugiano                                      | Oggi nel territorio del comune di Montemurlo, tra Prato e Pistoia, una "corte a castello" è qui ricordata lungo la via Cassia almeno dal 1020. Dai primi del Trecento il Parugiano diventò di proprietà della famiglia Pazzi che, nonostante le travagliate vicende politiche famigliari, nr rimasero proprietari per quasi 500 anni.                                        | | Contiene nella cappella un ciclo di affreschi di Giovanni Stradano con Storie della Genesi. | Montemurlo, Italia  |                |                |
| Lazio             |                                                               | | | |                     |                |                |
|                   | Casal de' Pazzi                                               | Il casale, preesistente e di origine probabilmente ghibellina, venne acquistato e modificato dalla famiglia Pazzi nel XV secolo. | Altre modifiche avvennero nel XVI secolo. Un recupero del Casale con susseguente restauro fu intrapreso all'inizio del XX secolo.                                                                                          | In seguito al restauro è utilizzato come villino signorile ad uso privato. Il Casale dà nome alla zona 5H "Casal de' Pazzi" di Roma. | Roma, Italia        |                |                |
| Edifici religiosi |                                                               | | | |                     |                |                |
| Toscana           |                                                               | | | |                     |                |                |
|                   | Cappella Pazzi                                                | La costruzione avvenne nel XV secolo, su progetto di Filippo Brunelleschi e continuata da Giuliano da Maiano. | | Voluta da Andrea de' Pazzi, è uno dei capolavori dell'architettura rinascimentale. Fu decorata, tra gli altri, da Giuliano da Maiano, da Luca della Robbia e bottega, dalla bottega di Donatello, da Alesso Baldovinetti e forse anche dal pittore Pesello.                                         | Firenze, Italia     |                |                |

## Omaggi e citazioni
- La follia del gesto della Congiura ha fatto pensare a taluni che l'aggettivo pazzo derivasse proprio da questo episodio. In realtà la parola è più antica e di etimo incerto: alcuni la fanno risalire al latino patiens, insofferente, altri al greco pathos inteso come infermità d'animo, altri ancora all'antico alto tedesco, dove esiste la parola parjan con il senso di infuriarsi.
- Thomas Harris cita la famiglia e un suo ipotetico discendente: il commissario di polizia Rinaldo Pazzi, nel suo libro Hannibal.
- Nel videogame Assassin's Creed II la famiglia Pazzi è alleata con i Templari, nemici degli Assassini.
- La famiglia Pazzi appare anche nella fiction I Medici - Lorenzo il Magnifico.